# Formel 1-VM 1984
Formel 1-VM 1984 hade 16 deltävlingar som kördes under perioden 25 mars–21 oktober. Förarmästerskapet vanns av österrikaren Niki Lauda och konstruktörsmästerskapet av McLaren-TAG.  

## Vinnare
- Förare:  Niki Lauda, Österrike, McLaren-TAG
- Konstruktör: McLaren-TAG, Storbritannien

## Grand Prix 1984
| Grand Prix                 | Datum       | Bana           | Vinnande förare  | Vinnande tillverkare |   |
| -------------------------- | ----------- | -------------- | ---------------- | -------------------- | - |
| Brasiliens Grand Prix      | 25 mars     | Jacarepagua    | Alain Prost      | McLaren-TAG          | * |
| Sydafrikas Grand Prix      | 7 april     | Kyalami        | Niki Lauda       | McLaren-TAG          | * |
| Belgiens Grand Prix        | 29 april    | Zolder         | Michele Alboreto | Ferrari              | * |
| San Marinos Grand Prix     | 6 maj       | Imola          | Alain Prost      | McLaren-TAG          | * |
| Frankrikes Grand Prix      | 20 maj      | Dijon-Prenois  | Niki Lauda       | McLaren-TAG          | * |
| Monacos Grand Prix         | 3 juni      | Monte Carlo    | Alain Prost      | McLaren-TAG          | * |
| Kanadas Grand Prix         | 17 juni     | Montréal       | Nelson Piquet    | Brabham-BMW          | * |
| USA:s Grand Prix East      | 24 juni     | Detroit        | Nelson Piquet    | Brabham-BMW          | * |
| USA:s Grand Prix           | 8 juli      | Dallas         | Keke Rosberg     | Williams-Honda       | * |
| Storbritanniens Grand Prix | 22 juli     | Brands Hatch   | Niki Lauda       | McLaren-TAG          | * |
| Tysklands Grand Prix       | 5 augusti   | Hockenheimring | Alain Prost      | McLaren-TAG          | * |
| Österrikes Grand Prix      | 19 augusti  | Österreichring | Niki Lauda       | McLaren-TAG          | * |
| Nederländernas Grand Prix  | 26 augusti  | Zandvoort      | Alain Prost      | McLaren-TAG          | * |
| Italiens Grand Prix        | 9 september | Monza          | Niki Lauda       | McLaren-TAG          | * |
| Europas Grand Prix         | 7 oktober   | Nürburgring    | Alain Prost      | McLaren-TAG          | * |
| Portugals Grand Prix       | 21 oktober  | Estoril        | Alain Prost      | McLaren-TAG          | * |

## Stall, nummer och förare 1984
| Stall/Tillverkare                  | Nummer | Förare                                 |
| ---------------------------------- | ------ | -------------------------------------- |
| Alfa Romeo                         | 22     | Riccardo Patrese, Italien              |
| Alfa Romeo                         | 23     | Eddie Cheever, USA                     |
| Arrows (Arrows-Ford & Arrows-BMW)  | 17     | Marc Surer, Schweiz                    |
| Arrows (Arrows-Ford & Arrows-BMW)  | 18     | Thierry Boutsen, Belgien               |
| ATS-BMW                            | 14     | Manfred Winkelhock, Tyskland           |
| ATS-BMW                            | 14     | Gerhard Berger, Österrike              |
| ATS-BMW                            | 31     | Gerhard Berger, Österrike              |
| Brabham-BMW                        | 1      | Nelson Piquet, Brasilien               |
| Brabham-BMW                        | 2      | Teo Fabi, Italien                      |
| Brabham-BMW                        | 2      | Corrado Fabi, Italien                  |
| Brabham-BMW                        | 2      | Manfred Winkelhock, Tyskland           |
| Ferrari                            | 27     | Michele Alboreto, Italien              |
| Ferrari                            | 28     | René Arnoux, Frankrike                 |
| Ligier-Renault                     | 25     | Francois Hesnault, Frankrike           |
| Ligier-Renault                     | 26     | Andrea de Cesaris, Italien             |
| Lotus-Renault                      | 11     | Elio de Angelis, Italien               |
| Lotus-Renault                      | 12     | Nigel Mansell, Storbritannien          |
| McLaren-TAG                        | 7      | Alain Prost, Frankrike                 |
| McLaren-TAG                        | 8      | Niki Lauda, Österrike                  |
| Osella-Alfa Romeo                  | 24     | Piercarlo Ghinzani, Italien            |
| Osella-Alfa Romeo                  | 30     | Jo Gartner, Österrike                  |
| RAM-Hart                           | 9      | Philippe Alliot, Frankrike             |
| RAM-Hart                           | 10     | Jonathan Palmer, Storbritannien        |
| RAM-Hart                           | 10     | Mike Thackwell, Nya Zeeland            |
| Renault                            | 15     | Patrick Tambay, Frankrike              |
| Renault                            | 16     | Derek Warwick, Storbritannien          |
| Renault                            | 33     | Philippe Streiff, Frankrike            |
| Spirit (Spirit-Hart & Spirit-Ford) | 21     | Mauro Baldi, Italien                   |
| Spirit (Spirit-Hart & Spirit-Ford) | 21     | Huub Rothengatter, Nederländerna       |
| Toleman-Hart                       | 19     | Ayrton Senna, Brasilien                |
| Toleman-Hart                       | 19, 20 | Stefan "Lill-Lövis" Johansson, Sverige |
| Toleman-Hart                       | 20     | Johnny Cecotto, Venezuela              |
| Toleman-Hart                       | 20     | Pierluigi Martini, Italien             |
| Tyrrell-Ford                       | 3      | Martin Brundle, Storbritannien         |
| Tyrrell-Ford                       | 3      | Stefan "Lill-Lövis" Johansson, Sverige |
| Tyrrell-Ford                       | 4      | Stefan Bellof, Tyskland                |
| Tyrrell-Ford                       | 4      | Mike Thackwell, Nya Zeeland            |
| Williams-Honda                     | 5      | Jacques Laffite, Frankrike             |
| Williams-Honda                     | 6      | Keke Rosberg, Finland                  |

## Slutställning förare 1984
| Placering | Förare             | Konstruktör              | Poäng |
| --------- | ------------------ | ------------------------ | ----- |
| 1         | Niki Lauda         | McLaren-TAG              | 72    |
| 2         | Alain Prost        | McLaren-TAG              | 71,5  |
| 3         | Elio de Angelis    | Lotus-Renault            | 34    |
| 4         | Michele Alboreto   | Ferrari                  | 30,5  |
| 5         | Nelson Piquet      | Brabham-BMW              | 29    |
| 6         | René Arnoux        | Ferrari                  | 27    |
| 7         | Derek Warwick      | Renault                  | 23    |
| 8         | Keke Rosberg       | Williams-Honda           | 20,5  |
| 9         | Ayrton Senna       | Toleman-Hart             | 13    |
| 10        | Nigel Mansell      | Lotus-Renault            | 13    |
| 11        | Patrick Tambay     | Renault                  | 11    |
| 12        | Teo Fabi           | Brabham-BMW              | 9     |
| 13        | Riccardo Patrese   | Alfa Romeo               | 8     |
| 14        | Jacques Laffite    | Williams-Honda           | 5     |
| 15        | Thierry Boutsen    | Arrows-Ford & Arrows-BMW | 5     |
| 16        | Eddie Cheever      | Alfa Romeo               | 3     |
| 17        | Stefan Johansson   | Toleman-Hart             | 3     |
| 18        | Andrea de Cesaris  | Ligier-Renault           | 3     |
| 19        | Piercarlo Ghinzani | Osella-Alfa Romeo        | 2     |
| 20        | Marc Surer         | Arrows-BMW               | 1     |
| 21        | Jo Gartner         | Osella-Alfa Romeo        | 0     |
| 22        | Gerhard Berger     | ATS-BMW                  | 0     |

## Slutställning konstruktörer 1984
| Placering | Konstruktör       | Poäng |
| --------- | ----------------- | ----- |
| 1         | McLaren-TAG       | 143,5 |
| 2         | Ferrari           | 57,5  |
| 3         | Lotus-Renault     | 47    |
| 4         | Brabham-BMW       | 38    |
| 5         | Renault           | 34    |
| 6         | Williams-Honda    | 25,5  |
| 7         | Toleman-Hart      | 16    |
| 8         | Alfa Romeo        | 11    |
| 9         | Ligier-Renault    | 3     |
| =         | Arrows-Ford       | 3     |
| =         | Arrows-BMW        | 3     |
| 12        | Osella-Alfa Romeo | 2     |
| 13        | ATS-BMW           | 0     |
| =         | Tyrrell-Ford      | 0     |
| =         | Spirit-Hart       | 0     |
| =         | RAM-Hart          | 0     |
| =         | Spirit-Ford       | 0     |